# Un eroe piccolo piccolo
Un eroe piccolo piccolo (Jack the Bear) è un film del 1993 diretto da Marshall Herskovitz e distribuito dalla 20th Century Fox. Il cast comprende Danny DeVito, Gary Sinise prima del successo di Forrest Gump e una giovanissima Reese Witherspoon.

## Trama
1972. Jack Leary, 12 anni, vive a Oakland con il padre John, conduttore televisivo di programmi per ragazzi, e il fratellino Dylan. Dopo la morte della madre Elisabeth, per la famiglia del bambino è sempre più difficile rimanere uniti soprattutto per la mania di ubriacarsi di John che lo rende un padre decisamente assente in alcune cose. A complicare la situazione è Norman Strick, il vicino di casa psicopatico e nazista, che dopo aver tratto in inganno Dexter, amico di Jack, rapisce Dylan. Quando il piccolo verrà ritrovato nulla è più come prima: traumatizzato, il bambino non riesce più a parlare e getta sia John sia Jack in una profonda crisi esistenziale. Solo il corso degli eventi saprà, tuttavia, ridare la felicità perduta alla famiglia Leary.

## Produzione
Il film è stato prodotto dalla Twentieth Century Fox Film Corporation, con il supporto della American Filmworks e della Lucky Dog Productions Inc. Gli effetti sonori sono stati creati dalla Visiontrax Inc. Le scene sono state girate dall'8 Aprile 1991 al 25 Luglio 1991 nello stato della California, più precisamente a San Francisco e a Los Angeles.

## Distribuzione
La pellicola è stata distribuita in diversi paesi con titoli e date differenti:
- USA 2 April 1993 Jack the Bear
- Regno Unito 21 Maggio 1993 Jack the Bear
- Germania 27 May 1993 Mein Vater, mein Freund
- Argentina 17 Giugno 1993 El pequeño papá
- Giappone 6 Novembre 1993 みんな愛してる
- Norvegia 10 Novembre 1993 (video premiere)
- Australia 11 Novembre 1993
- Ungheria 5 Gennaio 1995 (video premiere) Jack, a mackó
- Grecia 3 Aprile 2001 (DVD premiere) Σχέσεις αγάπης

### Divieti
Il film è stato vietato ai minori di 12 anni nel Regno Unito, ai minori di 13 anni negli USA e in Argentina, mentre in Australia è stato vietato ai minori di 15 anni.

## Accoglienza
Il film nel primo week-end di apertura in patria guadagna 2219891 $ e 5145823 $ in tutto. Su IMDb ottiene un punteggio di 6.5/10, mentre su MYmovies 2/5.

## Riconoscimenti
- Young Artist Awards 1993[11]
  - Nomination Miglior attore giovane 10 anni o meno
- Young Artist Awards  1994
  - Miglior attrice giovane co-protagonista in un film drammatico per Reese Witherspoon
  - Miglior attore protagonista giovane in un film drammatico per Robert J. Steinmiller Jr.